# Finales de la NBA de 1994
Las Finales de la NBA de 1994 fueron las series definitivas de los playoffs de 1994 y suponían la conclusión de la temporada 1993-94 de la NBA, con victoria de Houston Rockets, campeón de la Conferencia Oeste, sobre New York Knicks, campeón de la Conferencia Este.
Fue la segunda aparición de Hakeem Olajuwon en unas Finales de la NBA, debutando en 1986, donde Larry Bird y los Boston Celtics derrotaron a los Rockets en seis partidos. Estas Finales fueron las primeras de Patrick Ewing. Los Rockets llegaban con el objetivo de ganar el primer campeonato de la franquicia, mientras que los Knicks buscaban su primer título desde las 1973.
La serie reunía a dos grandes pívot que anteriormente habían luchado por un campeonato universitario. En 1984, mientras que Olajuwon formaba parte de la Universidad de Houston y Ewing de la Universidad de Georgetown, Georgetown derrotó a Houston por 84-75 en la final de la NCAA. En las Finales de la NBA de 1994, sin embargo, Olajuwon superó a Ewing, promediando 26.9 puntos por partido con un 50.0% en tiros de campo comparados con los 18.9 puntos y 36.3% en tiro del pívot de los Knicks. Ewing estableció un récord en las Finales de la NBA con un total de 30 tapones, e igualó el récord de más tapones en un partido con 8 en el quinto encuentro. Dwight Howard superó el récord en el cuarto partido de las Finales de 2009 con 9 tapones.
Los Rockets ganaron a los Knicks en una serie poco anotadora y de partidos defensivos. Con la serie igualada en los dos primeros encuentros en Houston, los Knicks ganaron dos de los tres partidos en el Madison Square Garden, que también albergó el primer campeonato de la Stanley Cup en 40 años de los New York Rangers. En el sexto encuentro, Olajuwon taponó un intento de lanzamiento de John Starks en el último segundo, dando a los Rockets la victoria por 86-84 y forzando el séptimo partido. Pat Riley, técnico de los Knicks, se convirtió en el primer (y hasta le fecha único) entrenador en dirigir un séptimo partido de unas Finales en dos diferentes equipos, habiendo estado en idéntica posición con Los Angeles Lakers en 1984 y 1988.
Los Rockets ganaron a los Knicks en el séptimo y definitivo partido por 90-84, celebrando su primer campeonato de la NBA y quinto en el deporte profesional, e impidiendo a la ciudad de Nueva York festejar los títulos de NBA y NHL en un mismo año. También es la primera vez que un equipo de Houston gana un campeonato en una liga que todavía existe. Olajuwon fue nombrado MVP de las Finales. Riley tuvo la triste distinción de convertirse en el primer (y hasta la fecha, el único) entrenador en perder un séptimo partido de las Finales en dos equipos diferentes, cayendo ante los Celtics en 1984.

## Resumen
| Equipo          | Partido 1 | Partido 2 | Partido 3 | Partido 4 | Partido 5 | Partido 6 | Partido 7 | Total |
| --------------- | --------- | --------- | --------- | --------- | --------- | --------- | --------- | ----- |
| Houston (Oeste) | 85        | 83        | 93        | 82        | 84        | 86        | 90        | 4     |
| New York (Este) | 78        | 91        | 89        | 91        | 91        | 84        | 84        | 3     |

## Resumen de los partidos

### Partido 1
|                                        | New York Knicks                                                                          | 78–85                    | Houston Rockets                                                                                       |  |  |  |
|                                        |                                                                                          |                          | |  |  |  |
|                                        | Estadísticas Ewing 23; Oakley 12 Oakley 14; Mason 10 Harper 5; Oakley 4 Tapones: Ewing 2 | Recap Pts Reb Asts Otros | Estadísticas Olajuwon 28; Thorpe 14 Thorpe 16; Olajuwon 10 Kenny Smith 5; Horry 4 Tapones: Olajuwon 2 |  |  |  |
| Houston Rockets lideraba la serie, 1-0 |                                                                                          |                          | |  |  |  |
|                                        |                                                                                          |                          | |  |  |  |

### Partido 2
|                                        | New York Knicks | 91–83                    | Houston Rockets                                                                                          |  |  |  |
|                                        | |                          | |  |  |  |
|                                        | Estadísticas Starks 19; Harper 18; Ewing 16 Ewing 13; Oakley 10 Starks 9; Harper 7 Tapones: Ewing 6; Charles Smith 3 | Recap Pts Reb Asts Otros | Estadísticas Olajuwon 25; Maxwell 20 Thorpe 12; Olajuwon 7 Kenny Smith 6; Olajuwon 4 Tapones: Olajuwon 4 |  |  |  |
| New York Knicks empataba la serie, 1-1 | |                          | |  |  |  |
|                                        | |                          | |  |  |  |

### Partido 3
|                                        | Houston Rockets | 93–89                    | New York Knicks                                                                                     |  |  |  |
|                                        | |                          | |  |  |  |
|                                        | Estadísticas Olajuwon 21; Horry 16; Cassell 15 Olajuwon 11; Thorpe 9 Olajuwon 7; Horry 4; Maxwell 4 Tapones: Olajuwon 7; Charles Smith 3 | Recap Pts Reb Asts Otros | Estadísticas Harper 21; Starks 20; Ewing 18 Ewing 13; Oakley 10 Starks 9; Harper 3 Tapones: Ewing 7 |  |  |  |
| Houston Rockets lideraba la serie, 2-1 | |                          | |  |  |  |
|                                        | |                          | |  |  |  |

### Partido 4
|                                        | Houston Rockets                                                                                    | 82–91                    | New York Knicks                                                                                                  |  |  |  |
|                                        | |                          | |  |  |  |
|                                        | Estadísticas Olajuwon 32; Maxwell 12 Thorpe 10; Olajuwon 8 Cassell 5; Thorpe 4 Tapones: Olajuwon 5 | Recap Pts Reb Asts Otros | Estadísticas Harper 21; Starks 20; Ewing 16; Oakley 16 Oakley 20; Ewing 15 Harper 5; Starks 4 Pérdidas: Starks 4 |  |  |  |
| New York Knicks empataba la serie, 2-2 | |                          | |  |  |  |
|                                        | |                          | |  |  |  |

### Partido 5
|                                        | Houston Rockets                                                                                           | 84–91                    | New York Knicks                                                                        |  |  |  |
|                                        | |                          |                                                                                        |  |  |  |
|                                        | Estadísticas Olajuwon 27; Thorpe 14 Thorpe 13; Horry 9; Olajuwon 8 Horry 6; Cassell 5 Tapones: Olajuwon 2 | Recap Pts Reb Asts Otros | Estadísticas Ewing 25; Starks 19 Ewing 12; Mason 9 Harper 7; Starks 6 Tapones: Ewing 8 |  |  |  |
| New York Knicks lideraba la serie, 3-2 | |                          |                                                                                        |  |  |  |
|                                        | |                          |                                                                                        |  |  |  |

### Partido 6
|                                        | New York Knicks                                                                          | 84–86                    | Houston Rockets                                                                                     |  |  |  |
|                                        |                                                                                          |                          | |  |  |  |
|                                        | Estadísticas Starks 27; Ewing 17 Ewing 15; Oakley 9 Harper 10; Starks 8 Tapones: Ewing 4 | Recap Pts Reb Asts Otros | Estadísticas Olajuwon 30; Herrera 12 Olajuwon 10; Thorpe 10 Thorpe 6; Maxwell 5 Tapones: Olajuwon 2 |  |  |  |
| Houston Rockets empataba la serie, 3-3 |                                                                                          |                          | |  |  |  |
|                                        |                                                                                          |                          | |  |  |  |

### Partido 7
|                                    | New York Knicks                                                                                     | 84–90                    | Houston Rockets                                                                                      |  |  |  |
|                                    | |                          | |  |  |  |
|                                    | Estadísticas Harper 23; Ewing 17 Oakley 14; Ewing 10 Harper 5; Oakley 3; Anthony 3 Tapones: Ewing 2 | Recap Pts Reb Asts Otros | Estadísticas Olajuwon 25; Maxwell 21 Olajuwon 10; Thorpe 9 Olajuwon 7; Maxwell 4 Tapones: Olajuwon 3 |  |  |  |
| Houston Rockets ganó la serie, 4-3 | |                          | |  |  |  |
|                                    | |                          | |  |  |  |

## Olajuwon vs. Ewing
Aunque muchos aficionados en Nueva York, y algunos miembros de los medios de comunicación nacionales, culparon la pobre actuación de John Starks en el séptimo partido como uno de los principales factores de la derrota de los Knicks en las series, otro elemento destacado fue el juego de Olajuwon. El pívot de los Rockets superó a Ewing. Olajuwon anotó más que Ewing en los siete partidos de las Finales y presentó mejores números en general:
| Finales de la NBA de 1994 | Partido 1 | Partido 2 | Partido 3 | Partido 4 | Partido 5 | Partido 6 | Partido 7 | Totales                               |
| ------------------------- | --------- | --------- | --------- | --------- | --------- | --------- | --------- | ------------------------------------- |
| Hakeem Olajuwon           | 28        | 25        | 21        | 32        | 27        | 30        | 25        | 26.9 puntos y 50% en tiros de campo   |
| Patrick Ewing             | 23        | 16        | 18        | 15        | 25        | 19        | 17        | 18.9 puntos y 36.4% en tiros de campo |